# عمر سيميون
عمر سيميون (بالإنجليزية: Omer Simeon)‏ هو عازف جاز أمريكي، ولد في 21 يوليو 1902 في نيو أورلينز في الولايات المتحدة، وتوفي في 17 سبتمبر 1959 في نيويورك في الولايات المتحدة بسبب سرطان المريء.

## وصلات خارجية
- عمر سيميون على موقع IMDb (الإنجليزية)
- عمر سيميون على موقع ميوزك برينز (الإنجليزية)
- عمر سيميون على موقع أول ميوزيك (الإنجليزية)
- عمر سيميون على موقع ديسكوغز (الإنجليزية)